# Passage du Grand-Cerf
Die Passage du Grand-Cerf ist eine überdachte Ladenpassage mit Glasdach aus der ersten Hälfte des 19. Jahrhunderts im 2. Arrondissement in Paris.

## Lage und Zugang

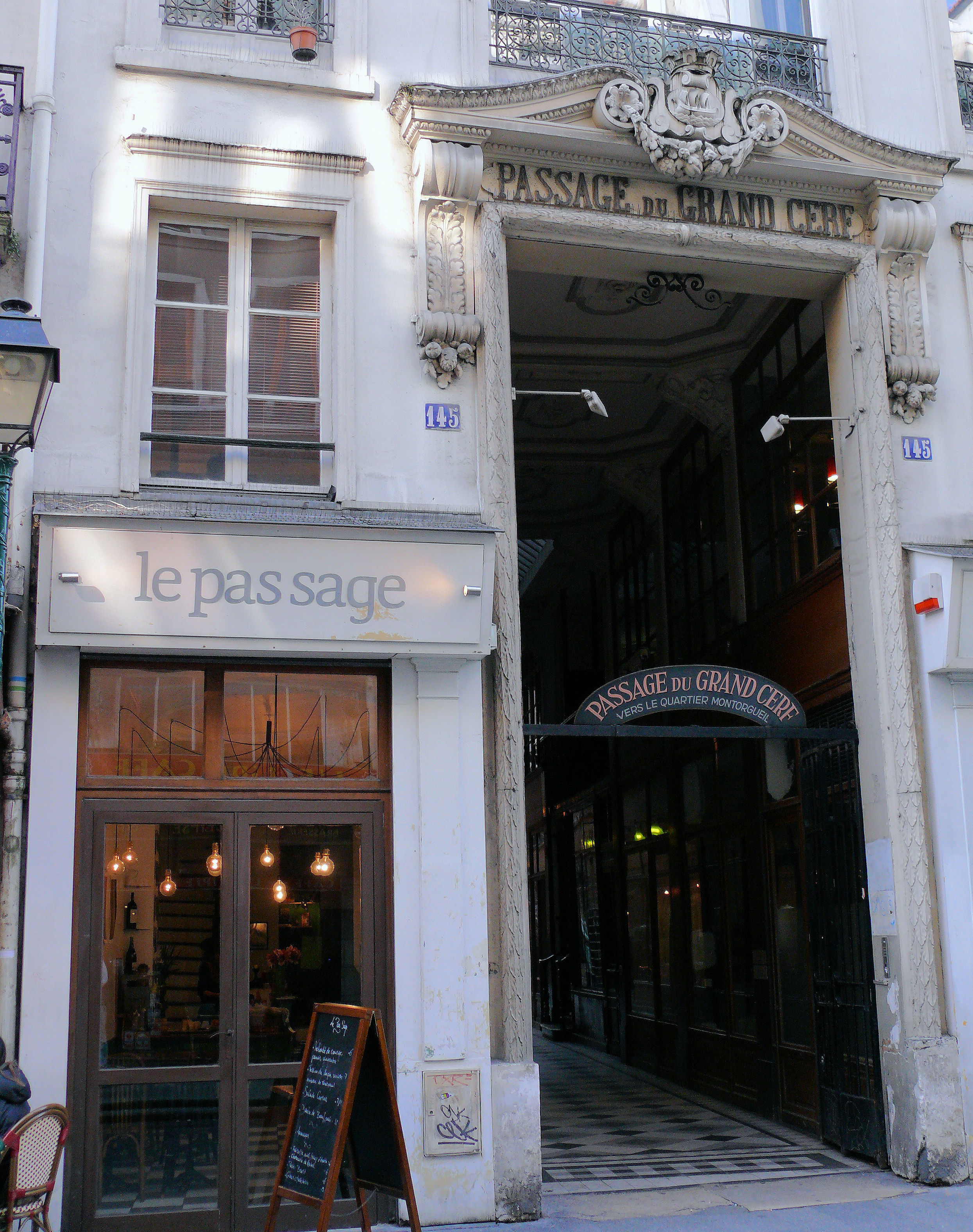
Eingangsbereich zur rue Saint-Denis

Die Passage du Grand-Cerf befindet sich zwischen 10, rue Dussoubs und 145, rue Saint-Denis, in einem gemischten Wohn- und Geschäftsviertel in der Nähe der Grands Boulevards. Im Osten schließt sich die Passage Bourg-l’Abbé und im Westen mündet sie in die Rue Marie-Stuart.
In der Passage du Grand-Cerf befinden sich Geschäfte mit Handwerkern, Designern, Dekorateuren, Modedesignern, Designern und Kommunikationsberufen.
Étienne-Marcel ist die nächste Metrostation der Linie 4, die Paris vom Norden nach Süden durchquert. Die Nähe zu den früheren Pariser Markthallen und den großen Boulevards hat den Bau der Passage begünstigt.
Weitere Passagen befinden sich in ihrer Nähe: Passage du Prado (10. Arrondissement), Passage Bourg-l’Abbé (2. Arrondissement) und Passage du Caire (2. Arrondissement).

## Geschichte
Die Passage du Grand-Cerf wurde 1825 auf dem Gelände des ehemaligen Hôtel du Grand-Cerf erbaut. Das Hotel, das zur Hospizverwaltung gehörte, wurde am 10. April 1812 an Herrn Hermain verkauft. Es wurde am 24. Mai 1825 von der Bankgesellschaft Devaux-Moisson et Cie gekauft, die die Passage umgestaltete und am 7. Juni 1826 an Isidore Monier weiterverkaufte, der bereits einen Teil davon besaß. Aber in einem Buch von Marlès, Paris ancien et moderne von 1837 wird angegeben, «Sie hat nichts Bemerkenswertes; man fand sie vor 30 Jahren, vor der Erbauung der neuen Passagen, sehr schön.»
Die heutige Architektur der Passage geht eher auf die 1845er Jahre als auf 1825 zurück. Um diese Zeit erhielt die Passage auch das große Glasdach. Die Verwendung von Metallkonstruktionen ermöglichte eine ungewöhnliche Innenhöhe sowie die Verglasung weiter Teile der Innenfassaden über den Geschäften.
Die Passage wurde 1862 vom Erben der Familie Monier an die öffentliche Hand vermacht. Die damaligen Erträge betrugen 87 217 Francs bei einem geschätzten Wert von 850 000 Francs. Aber als die Einnahmen aus der Passage weiter zurückgingen, wurde sie vermietet und nach 1882 an einen gewissen Dejuean für die Summe von 94 500 Franken versteigert. Dieser zog sich 1890 zurück. 1896 erwirtschaftete die Passage nur noch 52 627 Francs. Ein Bericht stellt fest, dass diese Unzufriedenheit auf «die übermäßige Vernachlässigung, in der das Gebäude zurückgelassen wurde», zurückzuführen ist.
Zur Erhaltung bedarf es Investitionen, so erwägt die öffentliche Hand den Verkauf. Nach einigen Schwierigkeiten wurde die Passage schließlich 1985 verkauft. so gelang es, das Gebäude zu restaurieren.
Seit 2016 nehmen etwa 20 Geschäfte der Passage auch Bitcoins als Zahlungsmittel an.

## Besondere Orte
- Anne Français (1909–1995), Malerin, lebte in 4, Passage du Grand-Cerf.
- Das Haus neben der Passage (Nr. 151, ehemals 243) ist das Geburtshaus des Politikers Léon Blum.

## Die Passage in Film und Fernsehen

### Film
Eine Episode des Films Zazie dans le métro von Louis Malle von 1960 spielt in der Passage.

### Fernsehfilm
Eine Episode in dem Serienfilm Les cinq dernière minutes mit Jacques Debary spielt in der Passage du Grand Cerf. Unter dem Namen «Un grand cœur sur mesure» fand die erste Ausstrahlung am 25. Juli 1981 statt. Der Krimi spielt in einer Schneiderei der Passage.

### Reportage
Eine Dokumentation mit dem Titel Les passages de Paris von Marion Baillot und Claire Leisink wurde am 11. Dezember 2016 auf France 5 gesendet.